# Chabuata erythrias
Chabuata erythrias är en fjärilsart som beskrevs av Druce 1908. Chabuata erythrias ingår i släktet Chabuata och familjen nattflyn. Inga underarter finns listade i Catalogue of Life.